# Бильбо Бэггинс
Би́льбо Бэ́ггинс (англ. Bilbo Baggins, хоббитский диалект вестрона: Bilba Labingi; варианты перевода: Торбинс, Беббинс, Сумникс) — хоббит из Шира, персонаж произведений Дж. Р. Р. Толкина (главный герой повести «Хоббит, или Туда и обратно», один из персонажей трилогии «Властелин колец»). Фродо Бэггинс
приходится ему двоюродным племянником.

## Биография
По авторскому замыслу, изначально Бильбо — это весьма почтенный хоббит из уважаемого семейства.
Впоследствии потерял репутацию, так как занимался совершенно неприличными (для почтенного хоббита) делами, как то: путешествовал, дружил с эльфами и гномами, писал стихи. Впрочем, он сам не жалел о такой утрате, тем более что его состояние существенно пополнилось привезённым золотом.
Первый раз Бильбо появляется в повести «Хоббит, или Туда и обратно», в которой рассказывается о том, как в 2941 году Третьей эпохи волшебник Гэндальф уговорил его вместе с группой гномов под предводительством Торина Дубощита заняться освобождением Подгорного Королевства в Эреборе, захваченного драконом Смаугом.
Во время этого похода Бильбо не единожды выручал нанявших его гномов, спасая их от верной смерти в тенетах пауков Лихолесья и из эльфийского тюремного заточения. Тогда же он находит в пещерах каменных троллей своё оружие — эльфийский меч Жало, которое впоследствии отдал усыновлённому племяннику Фродо Бэггинсу.
При переходе через Мглистые горы Бильбо, чудом избежав плена гоблинов, встречается с Голлумом и находит в пещере под горами магическое кольцо. В конечном же итоге поход Бильбо с гномами на восток оканчивается победой, омрачённой гибелью предводителя гномов Торина и его племянников Фили и Кили в Битве Пяти Воинств. После освобождения Эребора Бильбо возвращается домой, на запад, с огромным богатством, выкупает обратно большую часть своего имущества (поскольку на родине он был признан умершим) и в течение почти 60 лет никак себя не проявляет, живя тихо и мирно в своё удовольствие.
В дальнейшем Бильбо появляется на страницах романа «Властелин колец». Прожив бо́льшую, чем отмерена обычному хоббиту, жизнь, Бильбо после очередного, 111-го, дня рождения решает уйти из Шира и отправиться на восток. Вместе с тремя гномами он отправляется в путешествие и в итоге останавливается в Ривенделле — владениях эльфийского владыки Элронда. Кольцо остаётся у Фродо, которому в дальнейшем суждено его уничтожить. Сам же Бильбо на 132-м году жизни покидает Средиземье и уходит вместе с Фродо, Гэндальфом и эльфами на запад.
С внутримировой точки зрения, Бильбо — автор первой части Алой Книги («Путешествие Туда и Обратно»), песен, стихов и переводов с эльфийских языков. Перед отплытием он сочиняет стихотворение, известное как последняя песня Бильбо (в реальном мире было опубликовано лишь после смерти Толкина, в текст «Властелина Колец» не входит).

## Жилище Бильбо
Жилище Бильбо названо по роду, к которому принадлежит Бильбо. В разных переводах дом назывался: «Бэг Энд» (от англ. Bag End), «Торба-на-Круче», «Засумки», «Котомка», «Бебень-на-Бугре». Это типичная благоустроенная хоббичья нора, построенная ещё отцом Бильбо для его матери (частично на её же деньги) и переданная в наследство Бильбо.
Дверь в нору Бильбо имела необыкновенно круглую форму, как крышка люка, и выкрашена она была в ярко-зеленый цвет, с блестящей медной ручкой прямо посередине. Дверь открывалась в холл, похожий на туннель: очень уютный туннель без дыма, с облицовкой по стенам, с коврами на выстланном плитками полу, с полированными стульями и множеством колышков для плащей и шляп, так как он часто принимал гостей. Все в доме Бильбо Бэггинса размещалось на одном этаже: спальни, ванные комнаты, кладовые (их было очень много), гардеробные (целые комнаты, набитые одеждой), кухни, столовые. Лучшие комнаты в доме Бэггинса были слева от входа, так как только в них были окна, круглые, выходившие в садик и на луга за ним, спускающиеся к реке.

## Родители Бильбо
Бунго Бэггинс — отец Бильбо Бэггинса. Весьма респектабельный, консервативный хоббит с безупречной репутацией, совершенно лишённый каких-либо странностей и чудачеств. Упомянут мельком в книге «Хоббит, или Туда и обратно». Был женат на Белладонне Тук, вышедшей из менее респектабельного, зато более состоятельного семейства.
Белладонна Бэггинс, урождённая Тук — мать Бильбо Бэггинса, жена Бунго. Первое упоминание о ней присутствует в книге «Хоббит, или Туда и обратно». Белладонна Тук — одна из трёх дочерей Старого Тука, главы хоббитов, живших по ту сторону Воды, что делает Бильбо дальним родственником Перегрина Тука. Гэндальф особо упоминает о ней, противопоставляя её самому Бильбо, весьма похожему на своего респектабельного папашу. Бунго построил для неё (частично на её же деньги) самую роскошную нору, в которой она оставалась до конца своих дней и в которой впоследствии и жил Бильбо.
Часто упоминается, что Бильбо был весьма похож на отца, однако от матери унаследовал скрытую склонность к авантюрам, которая внезапно просыпалась в нём время от времени. Рассказывается, что у Бильбо были «бэггинсовская» и «туковская» стороны характера, первая — респектабельная, консервативная, не любящая новизны и вообще каких-либо событий и происшествий, вторая — активная, авантюрная и поэтичная.

## Переводы имени
Имя и фамилия героя часто по-разному передаются при переводе на различные языки:
- на словацком — Bilbo Bublik,
- на чешском — Bilbo Pytlík,
- на датском — Bilbo Sækker (sæk = сумка),
- на эстонском — Bilbo Paunaste (paun = сумка),
- на немецком — Bilbo Beutlin (Beutel = сумка),
- на французском — Bilbo (или Bilbon) Sacquet (sac = сумка),
- на норвежском — Bilbo Lommelun,
- на финском — Bilbo Reppuli (reppu = рюкзак),
- на нидерландском — Bilbo Balings,
- на каталанском — Bilbo Saquet,
- в бразильском варианте на португальском — Bilbo Bolseiro, в первой редакции «Хоббита» — Bilbo Bolsin,
- на испанском — Bilbo Bolsón (bolso = дамская сумочка или портфель),
- на венгерском — Zsákos Bilbó (zsák = мешок),
- на польском — Bilbo Bagosz в одном из трех вариантов перевода «Властелина колец», в остальных вариантах и «Хоббите» имя не изменялось,
- на армянском — Բիլբո Բեգինս,
- на белорусском — Більба Торбінс (торба = сумка),
- на украинском — Більбо Торбин или Більбо Беґінз,
- на русском — Бильбо Бэггинс, Бильбо Торбинс (в переводе Муравьёва и Кистяковского), Бильбо Беббинс (в переводе В. Волковского; «бебень» в словаре В. Даля — «кузов», «набитый мешок») и Бильбо Сумникс (в переводе Григорьевой и Грушецкого),
- на шведском — Bilbo Bagger (bagge = баран) в переводе Око Ольмаркса, в варианте Эрика Андерссона — Bilbo Secker (säck = мешок),
- на баскском — Bilbo Zorrozabal (zorro zabal = большой мешок) в переводе «Властелина колец» Агустина Очоа Эрибеко, в переводе «Хоббита» Шабьера Оларры и Серхио Ибарролы имя не изменялось.

## Образ Бильбо на сцене, в кино и на радио

Иэн Холм в роли Бильбо

Мартин Фримен в роли Бильбо

- В радиосериале «Хоббит»[англ.] студии Би-Би-Си (1968) по одноимённой повести Дж. Р. Р. Толкина роль Бильбо сыграл (озвучил) Пол Дейнман[англ.].
- Никол Уильямсон сыграл Бильбо в постановке 1974 года, выпущенной на студии Argo Records[англ.][2]
- В анимационной картине «Хоббит» Рэнкина и Бэсса (1977) Бильбо озвучил Орсон Бин. Он же участвовал в озвучивании Бильбо и Фродо в анимационной картине «Возвращение короля», снятой теми же авторами.
- В радиосериале «Властелин колец»[англ.] (1981) по одноимённому роману Дж. Р. Р. Толкина в роли Бильбо выступил Джон Ле Мезюрье.
- В советском телеспектакле «Сказочное путешествие мистера Бильбо Беггинса, Хоббита» (1985) роль Бильбо исполнил Михаил Данилов.
- В кинотрилогии Питера Джексона «Властелин колец» в роли Бильбо снялся британский актёр Иэн Холм (за 20 лет до этого он выступил в одноимённом радиосериале Би-Би-Си[англ.] в роли Фродо).
- В трилогии Питера Джексона «Хоббит: Нежданное путешествие», «Хоббит: Пустошь Смауга» и «Хоббит: Битва пяти воинств» молодого Бильбо сыграл английский актёр Мартин Фримен[3]. Роль Бильбо в старости вновь сыграл Иэн Холм.

## Упоминания

### В литературе
- Стивен Кинг в романе «Девочка, которая любила Тома Гордона».[значимость факта?]
- Стивен Кинг в романе «Противостояние»[значимость факта?]
- В фильме «Копы в глубоком запасе».[значимость факта?]